# Mola de la Torre
La Mola de la Torre és un cim de 299 metres que es troba al municipi d'Ulldecona, a la comarca del Montsià, a la vora de la Barqueta. S'hi troba el Mas de la Torre a mig camí dap a la Mola de les Bruixes. No se'n sap l'origen del topònim, probablement hi ha hagut una torre.